# Ctenophorus salinarum
Ctenophorus salinarum är en ödleart som beskrevs av  Storr 1966. Ctenophorus salinarum ingår i släktet Ctenophorus och familjen agamer. Inga underarter finns listade i Catalogue of Life.